# Ouled Derradj (tribu)
Les Ouled Derradj sont une mosaïque de factions tribales qui habitent le Hodna. 

## Origines
Les Ouled Derradj sont plus une mosaïque de factions qu'une tribu, et ont peu de cohésion. Il est difficile d'entrevoir chez les Ouled Derradj, quel est le noyau originel de la tribu. Les Ouled Hariz de Selalha, sont des Latifs, des Athbedj d'origine des Banu Hilal. Les Mtarfa comportent des Mortafe qui sont des Ahtbedj cité par Ibn Khaldoun. Les récits légendaires attribuent à Sidi Othman el Derradji, la paternité des Ouled Derradj et il n'est pas impossible qu'un marabout ayant rassemblé les factions leur ait légué son nom. Il semble que l'élément actif semble s'être formé autour de Hilaliens de la branche Athbedj,  et quelques fractions d'ascendance Riyah, et une autre d'ascendance chaouie dans les Aurès. Toutefois il semble que les Ouled Derradj ne sont qu'une tribu berbère arabisée. 
Après El Derradji, d'autres marabouts originaires de la Saguia el-Hamra sont arrivés : au XVe et au XVIIe siècle. Aux Athbedj, et marabouts se sont joints d'autres groupes : des nomades venus du Sud (dont Ouled Nail), des Zibbans et du Tell ou du Hodna. Toute la sone montagneuse qui encadre le Hodna au Nord et au Nord-Est a fourni un grand nombre de migrants : Ouled Maadid, des Righa et des Kabyles : les Bratikiya sont de la Kalaa Ait Abbas ou de Zemoura, les Amayers de Selman sont de Mzita, le Menaifa de Berhoumm sont en partie des Kabyles de Akbou et les Gaoua de Djezzar sont des Igaouaouen du Djurdjura. 
Quelques groupes sont d'origine juive marocaine : les Hammari (Ouled Adi Guebala) et les Ouled Messaoud (Bou Hamadou). La réputation des Ouled Derradj est mauvaise : au XVIIIe siècle le voyageur el Ouarthilâni les juge ignorants, brutaux, batailleurd et tyranique pour les sédentaires de Mdoukal. Leur réputation n'a pas changée au XIXe siècle.

## Personnalités
- Ben Barkat[5] : Marabout de la tribu